# 流星群 (鬼束ちひろの曲)
「流星群」（りゅうせいぐん）は、鬼束ちひろの6枚目のシングル。

## 解説
2002年2月6日に発売された。作詞・作曲は鬼束ちひろ、編曲は羽毛田丈史。
CDジャケット・CDレーベルの写真は、写真家の蜷川実花が撮影した。

## 収録曲
1. 流星群 [5:16]
  - 作詞・作曲：鬼束ちひろ／編曲：羽毛田丈史
  - テレビ朝日系金曜ナイトドラマ『トリック2』主題歌
  - 北海道テレビ放送『夢チカ18』2002年2月度エンディングテーマ

自分の醜さを認めながらも人との繋がりを無視しては生きていけないという歌詞で、楽曲のテーマは「（微熱っぽい）体温」。本人曰く「出るべくして出た曲」「前作とリンクしている曲」と言い、「「infection」で『爆破して飛び散った心の破片』が、この「流星群」で星になって降って来る」と解説している。
2. Fly to me [4:58]
  - 作詞・作曲：鬼束ちひろ／編曲：羽毛田丈史

オリジナルアルバムには未収録であったが、ベストアルバム『the ultimate collection』に初収録となった。
3. 流星群 (Inst.) [5:13]

## 収録アルバム
流星群
- 『This Armor』
- 『the ultimate collection』
- 『SINGLES 2000-2003』
- 『"ONE OF PILLARS" 〜BEST OF CHIHIRO ONITSUKA 2000-2010〜』
- 『GOOD BYE TRAIN 〜ALL TIME BEST 2000-2013』
- 『REQUIEM AND SILENCE』

Fly to me
- 『SINGLES 2000-2003』

## カヴァー

### 流星群
- 城南海（2015年6月17日発売のアルバム『ミナミカゼ』収録。ポニーキャニオン PCCA-04231。編曲：ただすけ。）